# Adolph von Carlowitz

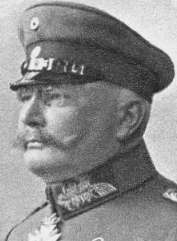
Adolph von Carlowitz

Hans Carl Adolph von Carlowitz (* 25. März 1858 in Riesa; † 9. Juli 1928 in Gersdorf bei Roßwein) war ein sächsischer General der Infanterie sowie Kriegsminister.

## Leben

### Herkunft
Adolph stammt aus der alten meißnischen Adelsfamilie Carlowitz. Sein Vater Georg Job von Carlowitz (1815–1886) war königlich-sächsischer Gerichtsamtmann, seine Mutter war Ida eine geborene von Könneritz (1828–1916) aus dem freiherrlichen Hause.
Nach dem Schulbesuch ab 1871 und dem Abitur 1877 an der Fürstenschule in Grimma studierte er ab 1877 Rechte an der Universität Leipzig, wo er Mitglied der „Landsmannschaft Grimensia zu Leipzig“ wurde.

### Militärkarriere
1879 brach Carlowitz die Studien endgültig ab und begann eine Offizierslaufbahn bei der Sächsischen Armee. Carlowitz besuchte von 1885 bis 1888 die Preußische Kriegsakademie und diente nach deren Absolvierung mehrmals im Großen Generalstab in Berlin. Nach wechselnder Truppen- und Stabsverwendung wurde er beim Generalkommando des XII. Armee-Korps ab April 1904 als Oberstleutnant Chef des Generalstabs. 1908 übernahm er als Oberst das Kommando des Leib-Grenadier-Regiments Nr. 100. Im Frühjahr 1912 wurde er General à la suite von Friedrich August III. und 1913 unter Beförderung zum Generalleutnant Generaladjutant des Königs. Nach seiner Berufung zum Kriegsminister im Mai 1914 konnte er diese Funktion jedoch nur wenige Monate ausüben.
Als Kriegsminister im Kriegsfall eigentlich für die Führung einer Armee vorgesehen, übernahm Carlowitz Anfang September 1914 nur das neu aufgestellte XXVII. Reserve-Korps. Sein unmittelbarer Vorgänger als Kriegsminister, Generaloberst Max von Hausen, wurde mit der Führung der 3. Armee beauftragt. Die Führung der Amtsgeschäfte im Dresdner Kriegsministerium übernahm als Generalleutnant z.D. Karl Victor von Wilsdorf, der im Oktober 1915 dann zum Kriegsminister ernannt wurde. Der am 10. September 1914 zum General der Infanterie beförderte Carlowitz warnte das Armeeoberkommando vergeblich vor dem frühzeitigen Einsatz seines Korps.
Im Verlauf der Ersten Flandernschlacht um Ypern zeigte sich, dass Carlowitz, der zuvor weder als Führer eines Korps oder einer Division hatte Erfahrung sammeln können, mit seiner Aufgabe als Kommandierender General überfordert war. Wegen einer Herzerkrankung gab er Ende Oktober 1914 sein Kommando ab. Nach einem Monat Genesung erhielt er den Befehl über die 12. Reserve-Division. Im August 1915 übernahm Carlowitz an der Ostfront das III. Reserve-Korps, das er in den Abwehrkämpfen während der russischen Frühjahrsoffensive 1916 klug führte, ebenso wie im Sommer desselben Jahres die unter seinem Kommando zusammengefassten Kräfte im Raum Smorgon.
Im August 1917 übernahm Carlowitz die Nachfolge des verstorbenen Maximilian von Laffert als Kommandierender General des XIX. Armeekorps an der Westfront. Dieses führte er unter der Bezeichnung „Gruppe Aubers“ im April 1918 in der erfolgreichen Angriffsoperation bei Armentières, wofür er mit dem Orden Pour le Mérite ausgezeichnet wurde.
Anfang August 1918 erhielt Carlowitz das Oberkommando über die zwischen Oise und Aisne in Frankreich verteidigende 9. Armee. Nach deren Auflösung Ende September 1918 wurde er Oberbefehlshaber der 2. Armee (Heeresgruppe Boehn), die um Cambrai und St. Quentin gegen die britische 4. Armee unter Rawlinson kämpfte.
Am 14. Januar 1919 nahm er 60-jährig den Abschied aus dem Militärdienst und verbrachte seinen kurzen Lebensabend in Gersdorf bei Roßwein. Er war einer von wenigen sächsischen Generalen, die im Ersten Weltkrieg ein Truppenkommando über eine ganze Armee ausübten.

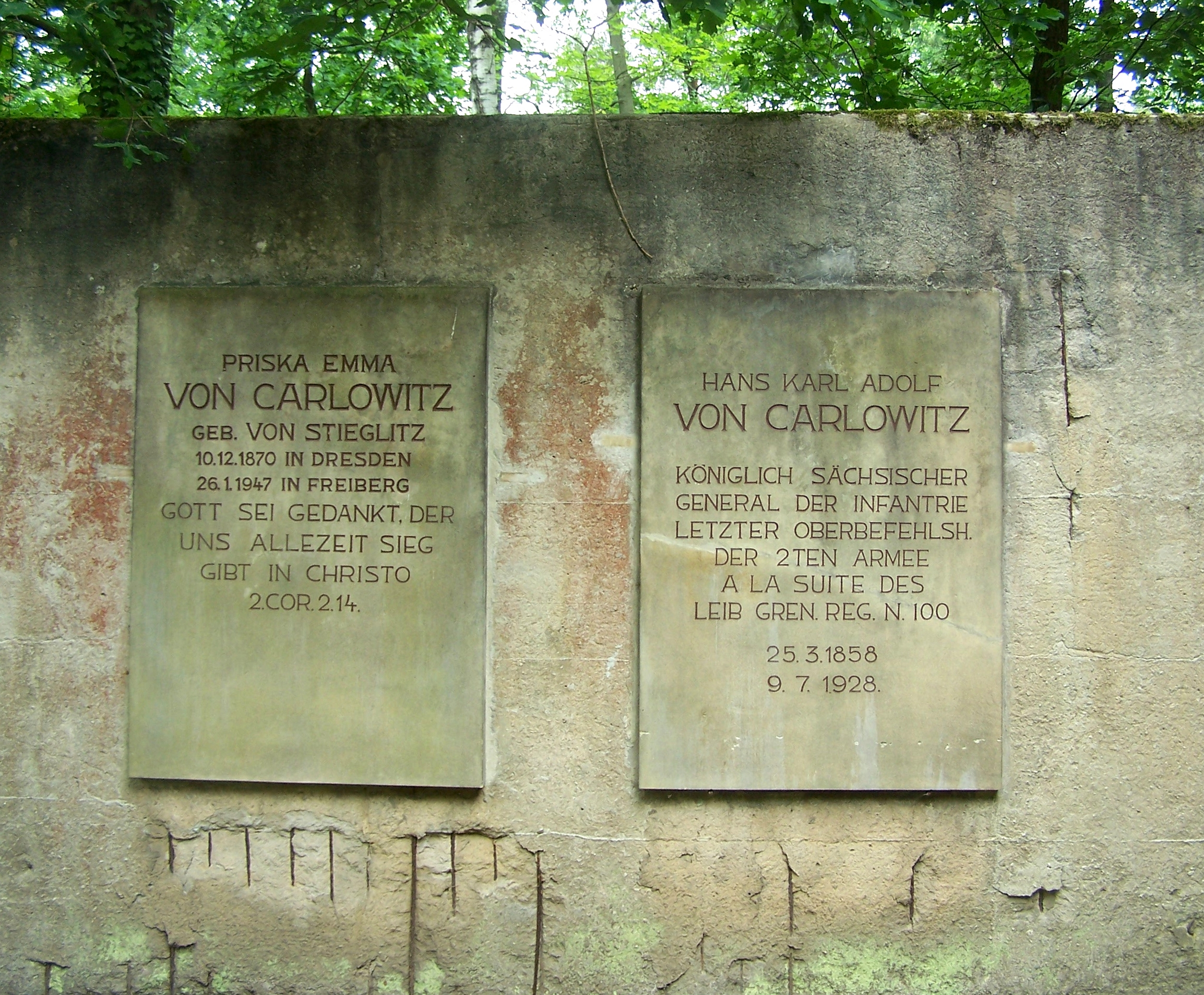
Grab von Adolph von Carlowitz auf dem Nordfriedhof in Dresden

Carlowitz starb am 9. Juli 1928 auf Schloß Gersdorf bei Roßwein und wurde auf dem Militärfriedhof Dresden (Nordfriedhof) beigesetzt.

### Auszeichnungen
Am 29. Juli 1917 erhielt er den Orden Pour le Mérite, das Eichenlaub dazu wurde ihm am 25. Mai 1918 verliehen.  Er war außerdem seit 5. Mai 1918 Kommandeur I. Klasse des Militär-St.-Heinrichs-Ordens.

### Familie
Carlowitz heiratete am 31. Mai 1893 in Dresden Emma Priska von Stieglitz (* 10. Dezember 1870 in Dresden; † 26. Januar 1947 in Freiberg/Sachsen), die jüngste Tochter des sächsischen Generalleutnants Thuisko von Stieglitz. Das Paar hatte vier Kinder:
- Esther (1894–1946), älteste Tochter, die in erster Ehe 1914 Georg Graf zu Münster-Langelage heiratete, der 1916 im Ersten Weltkrieg fiel. In zweiter Ehe heiratete sie 1921 Arndt von Kirchbach, Theologe, Superintendent und  Domprediger.
- Elisabeth Charlotte (Lieselotte) (1896–1962) ⚭ 1923 Joachim Graf von Wallwitz (1889–1944).
- Ruth (1898–1966) ⚭ 1939 Ferdinand Freiherr von Fürstenberg.
- Adolf (1900–1966), auf Oberleutersdorf II,[8] Dr. jur., Ministerialdirigent ⚭ 1927 Vera Freiin von Lüttwitz (* 1899), Tochter von General Hinko von Lüttwitz.